# Dialetto franciano
Il franciano (o francese centrale o francese di Parigi) è il termine usato dai linguisti del XIX secolo applicato in particolare al dialetto della lingua d'oïl parlato nella regione dell'Île-de-France (con Parigi al centro) prima dell'istituzione del francese come lingua standard. La realtà stessa dell'esistenza di questa lingua è dibattuta; alcuni la vedono come un'invenzione del XIX secolo per spiegare l'evoluzione del francese del XII-XIII secolo.
Secondo una teoria ideata nel XIX secolo sullo sviluppo del francese, il franciano sarebbe stato scelto come lingua ufficiale tra tutte le altre lingue d'oïl in competizione, in base al fatto che era uno dei dialetti nel continuum linguistico mediante il quale una lingua amministrativa poteva venire ad essere imposta con tutti i mezzi di comunicazione e il cui obiettivo era di sostituire il latino.
L'ipotesi della sua esistenza è stata proposta nel 1889 da Gaston Paris, prima d'essere ripresa dai grammatici, i quali avrebbero voluto sostenere l'idea di una lingua francese discendente in « linea diretta e pura » dal latino riducendo al minimo il contributo delle diverse lingue romanze di Francia.
A partire dal 1950, la veridicità di questa tesi così come l'esistenza stessa del franciano è stata seriamente rimessa in discussione, e oggi può essere vista come molto minoritaria.